# 김세현 (1964년)
김세현(金世鉉, 1964년 ~ )은 대한민국의 아마추어 바둑 기사이다. 

## 약력
고교시절 연구생 시절 입단대회에서 전패하여 프로의 꿈을 버리고 1980년대 아마강자로 1988년 대학패왕전 4위, 1989년 아마대왕전 우승, 27기 아마국수전 우승, 1994년 세계아마선수권대회 4위,  그후 유단자대회에서 우승하여 최고단인 7단으로 승단했다. 1990년대 이후 대우 투자심사부로 근무하여 1990년 제6회 직장연맹바둑대회 단체전의 (주)대우 소속으로 결승 주장전에서 우승 수훈에 기여했다.  1997년 16기 세실배 우승, 2기 지송배에서 우승했다.   YES 24배 고교동문전(경기고 출신), 보노겐배(현 한세실업배) 대학동문전 (한국외대 출신) 대표에 참가했다. 